# Škoda-Kauba Flugzeugbau
La Škoda-Kauba Flugzeugbau (en français : fabrique d'avions Škoda-Kauba) était un constructeur aéronautique actif pendant la Seconde Guerre mondiale, de début 1942 à avril 1945 inclus. C'était une entreprise théoriquement tchèque, son siège étant à Prague, mais sous contrôle allemand, avec un directeur autrichien, et un personnel mixte allemand, autrichien et tchèque.